# Södermanlands runinskrifter 118
Sö 118 är ett vikingatida runblock i form av ett jordfast stenblock av granit i Ostra, Sundby socken och Eskilstuna kommun i Södermanland. 
Flyttblocket är två och en halv gånger två meter och 1,4 meter högt och av rödaktig granit, med ristning på den släta sidan mot söder. Runslingan är 217 cm hög och 220 cm bred. Runornas höjd är 11-20 cm, vanligen 16-18 cm. Nedre delen av stenen har spruckit. Inskriften är grund och delvis mycket svårläst.

## Inskriften
Translitterering av runraden:
uitr : lit : raisi : merki : at : biorn : in : kuþ : hialbi : ant :
Normalisering till runsvenska:
Øyvindr/Øyindr let ræisa mærki at Biorn, en Guð hialpi and.
Översättning till nusvenska:
Önd lät resa minnesvården efter Björn och Gud hjälpe anden
in avser  troligen konjunktionen œn, med betydelsen "och".